# S-Bahn del Vorarlberg
La S-Bahn del Vorarlberg (in tedesco S-Bahn Vorarlberg) è il servizio ferroviario suburbano che serve la regione austriaca del Vorarlberg.

## Storia
La S-Bahn del Vorarlberg venne istituita nel 2005.
Dal 2023, diverse stazioni ferroviarie della linea principale sono servite anche da treni a lunga percorrenza della WESTbahn verso Vienna Ovest.

## Rete
La rete si compone di sei linee:
- S1 Lindau-Insel-Bludenz (servizio più trafficato, a cadenza perlopiù semioraria e sulla ferrovia del Vorarlberg);[3]
- S2 Feldkirch-Schaan-Vaduz (Liechtenstein)-Buchs SG (11 coppie di treni al giorno nei giorni lavorativi sulla ferrovia Feldkirch-Buchs);[4]
- S3 Bregenz-Lustenau-Sankt Margrethen (servizio sulla ferrovia del Vorarlberg e sulla ferrovia Sankt Margrethen-Lauterach a cadenza semioraria o oraria);[5]
- S4 Bludenz-Schruns (servizio sulla ferrovia del Montafon a cadenza semioraria e fermate presso tutte le stazioni);[6]
- R5 Feldkirch-Dornbirn-Lustenau-Sankt Margrethen (treni di tipo Regionalbahn, a cadenza oraria o bioraria e fermate presso le stazioni principali);[7]
- S7 (o RE7 o REX7) Weinfelden - Romanshorn - Arbon - Rorschach - Sankt Margrethen - Bregenz - Lindau-Reutin (dal dicembre 2021, alcuni treni operati da Thurbo del servizio S7 (Weinfelden-Romanshorn-Rorschach) della rete celere di San Gallo (Svizzera) proseguono da Romanshorn a Lindau-Reutin come RE7/REX 7).[8][9]

Le linee S1, S3 e R5 fanno parte di una rete ferroviaria transnazionale intorno al Lago di Costanza, nota a fini commerciali come Bodensee S-Bahn.